# Липтон, Дэвид
Дэвид Липтон (David Lipton; род. 9 ноября 1953, Бостон, Массачусетс) — американский экономист, первый заместитель директора-распорядителя Международного валютного фонда с 1 сентября 2011 года. Перед тем специальный помощник президента США Барака Обамы и управляющий директор Citi. Доктор философии (1982).

## Биография
Окончил Уэслианский университет (бакалавр, 1975). В Гарварде получил степени магистра и доктора философии (1982). Первые восемь лет своей карьеры провёл в МВФ.
В 1989—1992 годах сотрудничал с профессором Джеффри Саксом.
В 1993—1998 год работал в Министерстве финансов США. На постах помощника министра, а затем заместителя министра по международным вопросам помогал организовать действия Министерства по реагированию на азиатский финансовый кризис и работу над модернизацией международной финансовой архитектуры.
В мае 2005 года трудоустроился в Citi, где достиг должности управляющего директора. Перед тем пять лет отработал в Moore Capital Management. Ещё ранее работал в фонде Карнеги за международный мир и был членом Центра Вильсона.
В конце февраля 2020 уходит из МВФ после пребывания на посту первого заместителя директора-распорядителя в течение девяти лет (дольше, чем кто-либо из его предшественников).
РБК даёт ему такую характеристику: «Его называют „золотой головой“ (golden mind) мировой экономики за его вклад в построение современной международной финансовой инфраструктуры и разработку мер по реагированию на азиатский кризис 1997—1998 годов». Когда Кристин Лагард ушла в отставку с поста главы МВФ, являлся временно исполняющим обязанности директора-распорядителя МВФ.
Женат на Сьюзен Гэлбрейт, у них трое детей.